# Pterolophiella olivicollis
Pterolophiella olivicollis là một loài bọ cánh cứng trong họ Cerambycidae.